# すべてはALRIGHT (YA BABY)
「すべてはALRIGHT （YA BABY）」（すべてはオーライ [ヤ ベイビー] EVERYTHING IS ALRIGHT [YA BABY]）は、1985年4月21日に発売されたRCサクセションの楽曲、17枚目のシングル。ハ長調。

## 解説
RCサクセション（以下、RC）がそれまで所属していた「りぼん」を離れ、自らの事務所「うむ」を設立後に、最初に発表したシングル。
ジャケット表面には赤い背景色に白抜きで「すべてはALRIGHT」と書かれているが、正式な曲名は「すべてはALRIGHT (YA BABY)」である。

## タイアップ、キャンペーン
表題曲はパルコのCMソングとして使用。CMは「the PARCO SUCCESSION」というコピーと共に、RCがゾンビ風の格好で動き回る映像がインパクトを与えた。同年4月1日にはPARCO劇場で独立記念コンサート「スーパーエイプリルフール」が開催。4月25日放送『笑っていいとも!』（フジテレビ系）のテレフォンショッキングでは、忌野清志郎が本CMのイメージポスターを持参して登場。

## 収録曲
編曲：RCサクセション

### SIDE A
1. すべてはALRIGHT (YA BABY)
作詞・作曲：忌野清志郎+春日“HACHI”博文
PARCO CF SONG

### SIDE B
1. 春うらら
作詞・作曲：忌野清志郎　
※長らくアルバム未収録曲だったが、2020年3月5日「COMPLETE EPLP 〜ALL TIME SINGLE COLLECTION〜」に収録された。

## カヴァーしたアーティスト
| アーティスト名       | 収録作品          | Track No. | 発売年月日    | 備考                                                              |
| -------------------- | ----------------- | --------- | ------------- | ----------------------------------------------------------------- |
| ウルフルズ           | 『Stupid&Honest』 | 12        | 1999年4月21日 | ただしオリジナルがハ長調であるのに対して1音半下げてイ長調での演奏 |
| フラワーカンパニーズ | 『夢のおかわり』  | 4         | 2015年9月16日 | キリンビール「のどごしALRIGHT」CMソング                           |